# Tipula artemisiae
Tipula artemisiae är en tvåvingeart som beskrevs av Gelhaus 2005. Tipula artemisiae ingår i släktet Tipula och familjen storharkrankar. Inga underarter finns listade i Catalogue of Life.